# Masters de 2020
El Masters de 2020 (conocido en inglés y por motivos de patrocinio como 2020 Dafabet Masters) fue un torneo de snooker, profesional y de invitación, que se celebró entre el 12 y el 19 de enero en el Alexandra Palace de la ciudad inglesa de Londres. Fue la cuadragésima sexta edición del Masters, organizado por primera vez en 1975, y la segunda cita de la temporada 2019-20 de las tres que componen la Triple Corona, después del Campeonato del Reino Unido de 2019 y sucedida por el Campeonato Mundial de Snooker de 2020. Stuart Bingham, que se impuso (10-8) a Ali Carter en la final, se proclamó campeón del torneo.

## Resultados

### Cuadro del torneo
Entre paréntesis, se indica el puesto en el que accedieron al torneo los jugadores que llegaron al Alexandra Palace. Recalcado en negrita figura el ganador de cada partido:
|  | primera ronda (mejor de 11) | primera ronda (mejor de 11) |                      |   | cuartos de final (mejor de 11) | cuartos de final (mejor de 11) |  |  | semifinales (mejor de 11) | semifinales (mejor de 11) |  |  | final (mejor de 19) | final (mejor de 19) |
|  |                             |                             |                      |   |                                |                                |  |  |                           |                           |  |  |                     |                     |
|  |                             |                             |                      |   |                                |                                |  |  |                           |                           |  |  |                     |                     |
|  |                             |                             |                      |   |                                |                                |  |  |                           |                           |  |  |                     |                     |
|  | Judd Trump (1)              | 3                           |                      |   |                                |                                |  |  |                           |                           |  |  |                     |                     |
|  | Judd Trump (1)              | 3                           |                      |   |                                |                                |  |  |                           |                           |  |  |                     |                     |
|  | Shaun Murphy (9)            | 6                           |                      |   |                                |                                |  |  |                           |                           |  |  |                     |                     |
|  | Shaun Murphy (9)            | 6                           | Shaun Murphy (9)     | 6 |                                |                                |  |  |                           |                           |  |  |                     |                     |
|  |                             |                             | Shaun Murphy (9)     | 6 |                                |                                |  |  |                           |                           |  |  |                     |                     |
|  |                             | Joe Perry (15)              | 3                    |   |                                |                                |  |  |                           |                           |  |  |                     |                     |
|  | Ding Junhui (8)             | Joe Perry (15)              | 3                    | 3 |                                |                                |  |  |                           |                           |  |  |                     |                     |
|  | Ding Junhui (8)             |                             |                      | 3 |                                |                                |  |  |                           |                           |  |  |                     |                     |
|  | Joe Perry (15)              | 6                           |                      |   |                                |                                |  |  |                           |                           |  |  |                     |                     |
|  | Joe Perry (15)              | 6                           | Shaun Murphy (9)     | 3 |                                |                                |  |  |                           |                           |  |  |                     |                     |
|  |                             |                             | Shaun Murphy (9)     | 3 |                                |                                |  |  |                           |                           |  |  |                     |                     |
|  |                             | Ali Carter (16)             | 6                    |   |                                |                                |  |  |                           |                           |  |  |                     |                     |
|  | Mark Selby(5)               | Ali Carter (16)             | 6                    | 4 |                                |                                |  |  |                           |                           |  |  |                     |                     |
|  | Mark Selby(5)               |                             |                      | 4 |                                |                                |  |  |                           |                           |  |  |                     |                     |
|  | Ali Carter (16)             | 6                           |                      |   |                                |                                |  |  |                           |                           |  |  |                     |                     |
|  | Ali Carter (16)             | 6                           | Ali Carter (16)      | 6 |                                |                                |  |  |                           |                           |  |  |                     |                     |
|  |                             |                             | Ali Carter (16)      | 6 |                                |                                |  |  |                           |                           |  |  |                     |                     |
|  |                             | John Higgins (4)            | 3                    |   |                                |                                |  |  |                           |                           |  |  |                     |                     |
|  | John Higgins (4)            | John Higgins (4)            | 3                    | 6 |                                |                                |  |  |                           |                           |  |  |                     |                     |
|  | John Higgins (4)            |                             |                      | 6 |                                |                                |  |  |                           |                           |  |  |                     |                     |
|  | Barry Hawkins (10)          | 1                           |                      |   |                                |                                |  |  |                           |                           |  |  |                     |                     |
|  | Barry Hawkins (10)          | 1                           | Ali Carter (16)      | 8 |                                |                                |  |  |                           |                           |  |  |                     |                     |
|  |                             |                             | Ali Carter (16)      | 8 |                                |                                |  |  |                           |                           |  |  |                     |                     |
|  |                             | Stuart Bingham (12)         | 10                   |   |                                |                                |  |  |                           |                           |  |  |                     |                     |
|  | Neil Robertson (3)          | Stuart Bingham (12)         | 10                   | 5 |                                |                                |  |  |                           |                           |  |  |                     |                     |
|  | Neil Robertson (3)          |                             |                      | 5 |                                |                                |  |  |                           |                           |  |  |                     |                     |
|  | Stephen Maguire (14)        | 6                           |                      |   |                                |                                |  |  |                           |                           |  |  |                     |                     |
|  | Stephen Maguire (14)        | 6                           | Stephen Maguire (14) | 2 |                                |                                |  |  |                           |                           |  |  |                     |                     |
|  |                             |                             | Stephen Maguire (14) | 2 |                                |                                |  |  |                           |                           |  |  |                     |                     |
|  |                             | David Gilbert (11)          | 6                    |   |                                |                                |  |  |                           |                           |  |  |                     |                     |
|  | Mark Allen (6)              | David Gilbert (11)          | 6                    | 1 |                                |                                |  |  |                           |                           |  |  |                     |                     |
|  | Mark Allen (6)              |                             |                      | 1 |                                |                                |  |  |                           |                           |  |  |                     |                     |
|  | David Gilbert (11)          | 6                           |                      |   |                                |                                |  |  |                           |                           |  |  |                     |                     |
|  | David Gilbert (11)          | 6                           | David Gilbert (11)   | 2 |                                |                                |  |  |                           |                           |  |  |                     |                     |
|  |                             |                             | David Gilbert (11)   | 2 |                                |                                |  |  |                           |                           |  |  |                     |                     |
|  |                             | Stuart Bingham (12)         | 6                    |   |                                |                                |  |  |                           |                           |  |  |                     |                     |
|  | Kyren Wilson (7)            | Stuart Bingham (12)         | 6                    | 6 |                                |                                |  |  |                           |                           |  |  |                     |                     |
|  | Kyren Wilson (7)            |                             |                      | 6 |                                |                                |  |  |                           |                           |  |  |                     |                     |
|  | Jack Lisowski (13)          | 2                           |                      |   |                                |                                |  |  |                           |                           |  |  |                     |                     |
|  | Jack Lisowski (13)          | 2                           | Kyren Wilson (7)     | 4 |                                |                                |  |  |                           |                           |  |  |                     |                     |
|  |                             |                             | Kyren Wilson (7)     | 4 |                                |                                |  |  |                           |                           |  |  |                     |                     |
|  |                             | Stuart Bingham (12)         | 6                    |   |                                |                                |  |  |                           |                           |  |  |                     |                     |
|  | Mark Williams (2)           | Stuart Bingham (12)         | 6                    | 2 |                                |                                |  |  |                           |                           |  |  |                     |                     |
|  | Mark Williams (2)           |                             |                      | 2 |                                |                                |  |  |                           |                           |  |  |                     |                     |
|  | Stuart Bingham (12)         | 6                           |                      |   |                                |                                |  |  |                           |                           |  |  |                     |                     |
|  | Stuart Bingham (12)         | 6                           |                      |   |                                |                                |  |  |                           |                           |  |  |                     |                     |

## Centenas
Los jugadores consiguieron amasar un total de dieciocho centenas durante el torneo. La más alta, de 145, fue obra de Higgins. Así se distribuyeron:
- 144, 131, 121 — David Gilbert
- 140 — John Higgins
- 139 — Kyren Wilson
- 136 — Neil Robertson
- 135 — Ding Junhui
- 133, 126 — Ali Carter
- 128, 119, 116 — Judd Trump
- 120, 110, 105 — Shaun Murphy
- 109 — Stuart Bingham
- 105 — Stephen Maguire
- 101 — Barry Hawkins